# Kasanlak

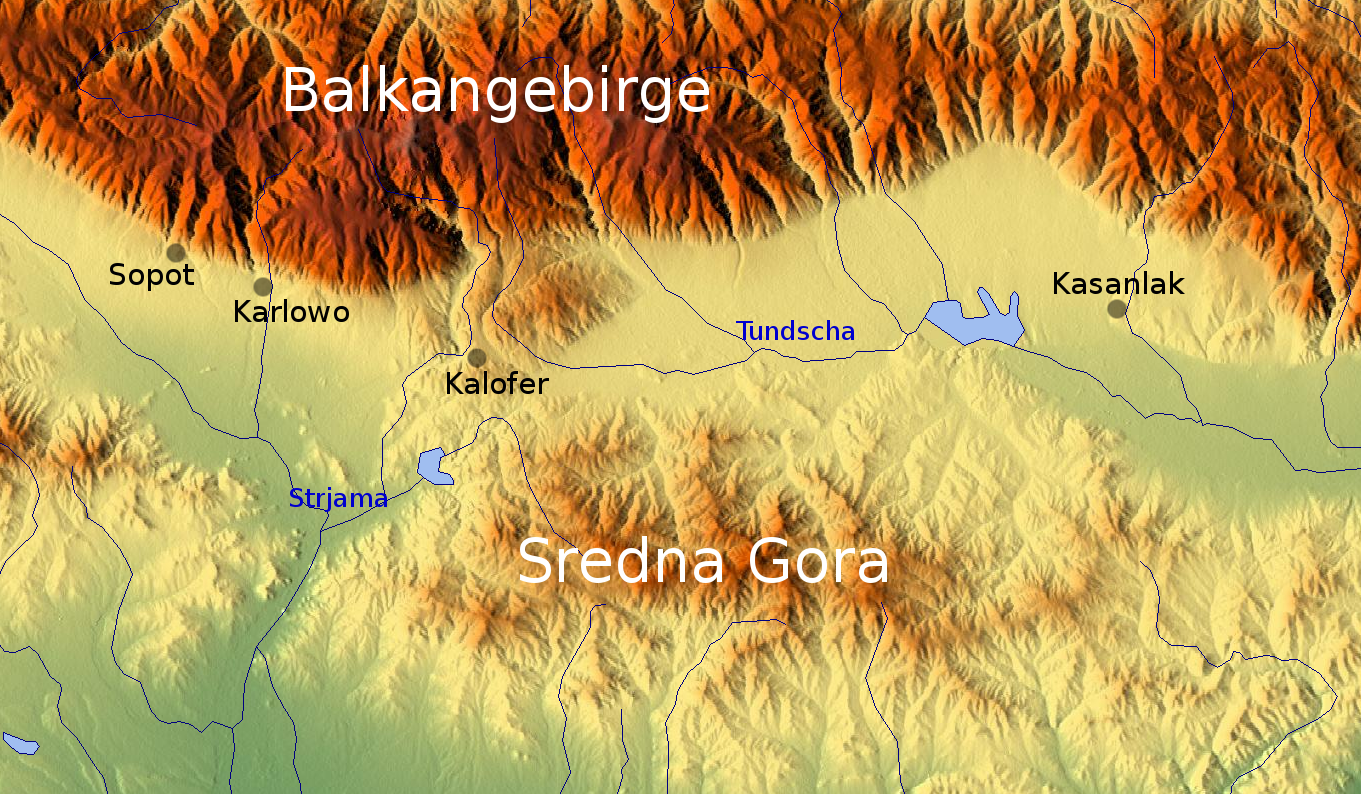
Kasanlak im östlichen Rosental

Kasanlak (bulgarisch Казанлък [kɐzɐnˈɫɤk]) ist eine Stadt in Bulgarien. Sie ist Zentrum der gleichnamigen Gemeinde und liegt im Rosental nördlich von Stara Sagora zwischen Balkangebirge und dem Höhenzug Sredna Gora. Die Stadt hat 41.768 Einwohner und ist Industriezentrum der Werkzeugmaschinen- und Textilindustrie, der Musikinstrumentenproduktion, sowie die Stadt der Rosen und Rosenölprodukte.

## Lage
Die Stadt befindet sich im sogenannten Kasanlaker Talkessel im Rosental. Nur 20 km entfernt, befindet sich bei Usana der geografische Mittelpunkt des Landes.
Kasanlak liegt auf einer Höhe von durchschnittlich 370 m.

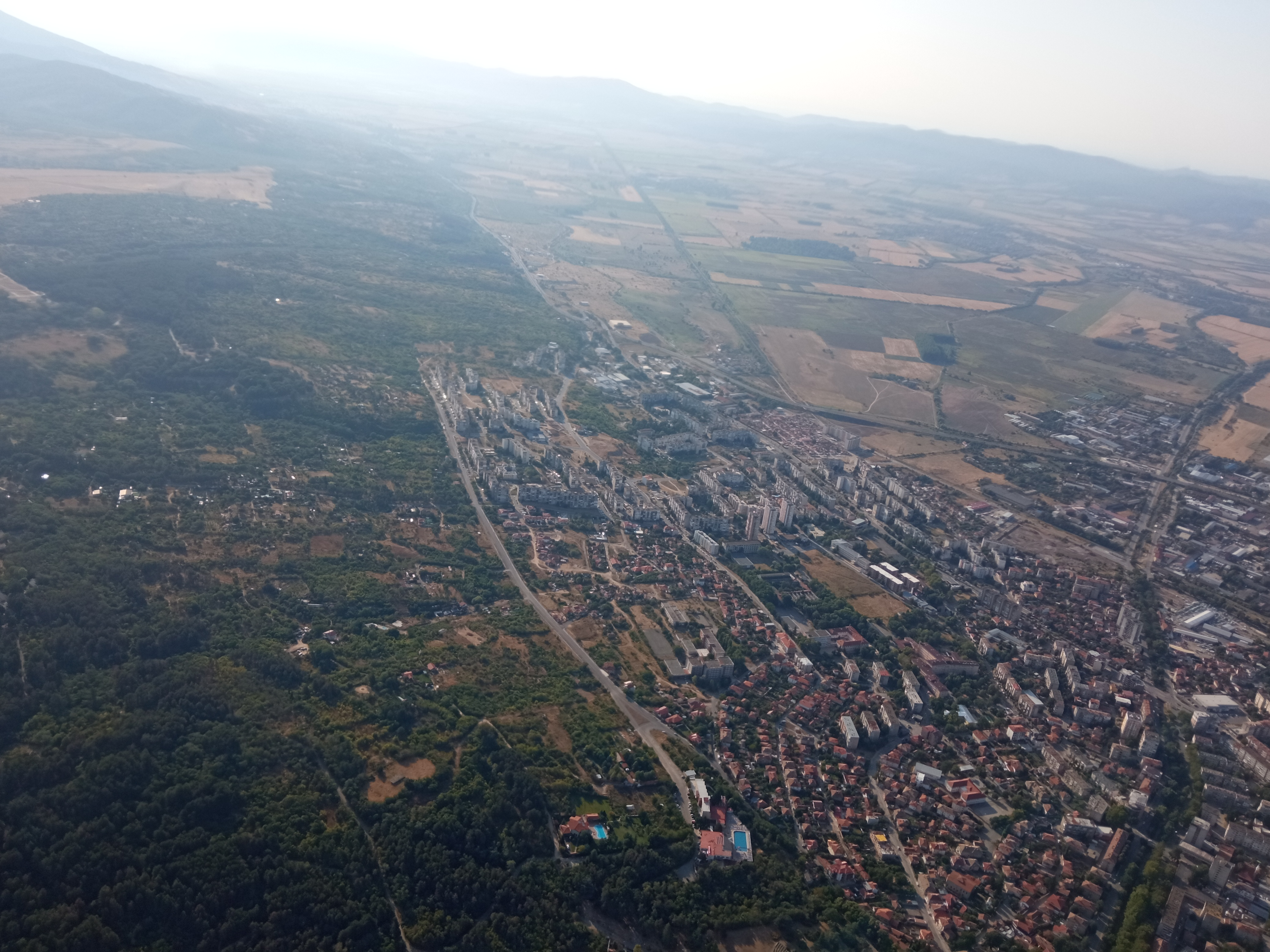
Östlicher Teil der Stadt Kasanlak

## Gemeindegliederung
Das Gemeindegebiet hat eine Fläche von 634,4 km².
Zur Gemeinde Kasanlak (bulg. Община Казанлък/Obschtina Kasanlak) gehören außer Kasanlak und den Städten Schipka und Kran noch folgende Dörfer:
| - Busowgrad - Chadschidimitrowo - Dolno Isworowo - Dunawzi - Enina - Goljamo Drjanowo - Gorno Isworowo - Gorno Tscherkowischte - Kantschewo | - Koprinka - Owoschtnik - Raschena - Rosowo - Srednogorowo - Tscherganowo - Scheinowo - Jasenowo |

## Geschichte und Bedeutung
Kasanlak wurde um 1300 n. Chr. gegründet, um den nahgelegenen Schipkapass militärstrategisch abzusichern, und ist heute die größte Stadt im Rosental. Im Russisch-Türkischen Krieg (1877–1878) war es ein wichtiger Kriegsschauplatz. Kasanlak war schon früher wegen seiner Rosenölerzeugung bekannt. In Kasanlak befindet sich das einzige Institut der Balkanhalbinsel für den Anbau von Pflanzen zur Gewinnung ätherischer Öle.
Die Stadt ist Namensgeber für den Kazanlak Peak, einen Berg auf der Livingston-Insel in der Antarktis.

## Kultur und Sehenswürdigkeiten
Der kulturelle Mittelpunkt von Kasanlak ist das 1873 gegründete Tschitalischte „Iskra“ mit Bibliothek, Theater- und Kinosaal und einem Museum, welches mehr als 40.000 Exponate besitzt.
Unweit der Stadt befindet sich das thrakische Grabmal von Kasanlak. Dort wurde vermutlich im 4. Jahrhundert v. Chr. ein angesehener, namentlich unbekannter thrakischer Fürst bestattet. Das Grabmal besteht aus einem Vorraum, einem Gang und der von der Kuppel überdachten Grabkammer. Die Malereien an den Wänden sind, trotz ihres Alters, noch gut erhalten. Das Denkmal steht unter dem Schutz der UNESCO und gehört zum Weltkulturerbe.
Im Norden der Stadt zweigt eine Straße nach Schipka ab. Dort befindet sich eine große Gedächtniskirche zu Ehren der im Russisch-Türkischen Krieg (1877–1878) für Bulgariens Befreiung gefallenen russischen Soldaten und bulgarischen Landwehrmänner.
Rund 5 km westlich der Stadt befindet sich die antike Stadt Seuthopolis, weshalb das gesamte Tal auch als „Tal der thrakischen Könige“ bezeichnet wird. Es befinden sich ebenfalls viele Grabhügel in den umliegenden Gebieten aus der thrakischen Zeit.
Seit 2016 hat die Stadt ein neues „Museum der Rose“. Es befasst sich mit der Geschichte der Rosenölproduktion in Kasanlak und zeigt deren Herstellung. Zuvor gab es seit 1967 ein Museum, welches mit einer Ausstellung zur Rosenernte eröffnet wurde. Das heutige Museum beinhaltet 15.000 Exponate. Es befindet sich im neugestalteten Park Rosarium, in der Mitte der Stadt.
Jedes Jahr wird im Mai oder Juni das Rosenfest in der Stadt gefeiert, welches auch Touristen außerhalb Bulgariens anzieht.
13 km Luftlinie von Kasanlak entfernt, liegt auf dem Chadschi Dimitar das Busludscha-Denkmal, was das größte Bauwerk seiner Art in Bulgarien darstellt. Es kann von der Stadt gesehen werden und ist von einer Straße, welche zwischen Kran und Schipka von der Nationalstraße 5 abzweigt, erreicht werden.

## Wirtschaft
Kasanlak ist ein größerer Industriestandort. Berühmt ist die Stadt wegen ihrer Rosenölprodukte. Eher unbekannt sind dagegen die im Süden der Stadt liegenden Werke von Arsenal. Der Waffenhersteller stellt verschiedene Waffensysteme und Pyrotechnik her, darunter auch die bulgarische Version des AK, die AR.
Im Westen der Stadt befindet sich mit der Firma Kremona ein bekannter Musikinstrumentenhersteller.
Außerdem sind mit ein paar Hydraulikunternehmen weitere Industriebranchen vertreten.

## Verkehr
Durch die Stadt verläuft die Republikstraße 5, welche von Griechenland über den Schipkapass nach Rumänien führt. Um die Stadt herum verläuft die Republikstraße 6. Sie ist als Umgehungsstraße 4-spurig ausgebaut und verbindet Sofia mit Burgas.
Kasanlak hat einen eigenen Bahnhof und liegt auf der Eisenbahnstrecke Sofia–Burgas.
Beim Dorf Owoschtnik befindet sich der Flugplatz der Stadt, welcher eine Start- und Landebahn aus Gras besitzt. Der Flugplatz kann von Leicht– und Ultraleichtflugzeugen angeflogen werden.

## Mit der Stadt verbundene Personen
- Christo Stambolski (1843–1932), Arzt, Freiheitskämpfer und Politiker und einer der Aktivisten der Bulgarischen Nationalen Wiedergeburt
- Dimitar Tschorbadschiski (Tschudomir) (1890–1967), Schriftsteller
- Petko Stajnow (1896–1977), Komponist
- Detschko Usunow (1899–1986), Maler
- Nikolaj Tschalamoff (1937–2008), deutsch-bulgarischer Ingenieur und Politiker
- Ljutwijan Mollowa (1947–2020), Speerwerferin
- Zwetanka Christowa (1962–2008), Diskuswerferin
- Petja Pendarewa (1971–2025), Sprinterin
- Swetla Iwanowa (* 1977), Popsängerin
- Rumjana Karapetrowa (* 1982), Speerwerferin

## Städtepartnerschaften
Kasanlak unterhält mit folgenden Städten Partnerschaften:
| - Luxor, Ägypten - Alexandria, Ägypten - Târgoviște, Rumänien - Nagykanizsa, Ungarn - Veria, Griechenland - Kočani, Nordmazedonien | - Fukuyama, Japan - Togliatti, Russland - Les Gras, Frankreich - Saint-Herblain, Frankreich |

## Bevölkerungsentwicklung
Auch in Kasanlak nahm die Bevölkerung, wie in den meisten Städten Bulgariens, stark zu. Seit 1985, als ein Maximalwert erreicht wurde, fällt die Zahl besonders schnell. Die Mittelstadt hat in 30 Jahren 15.000 Einwohner verloren.
| Datum      | Einwohnerzahl |
| ---------- | ------------- |
| 31.12.1934 | 14.843        |
| 31.12.1946 | 20.096        |
| 01.12.1956 | 30.934        |
| 01.12.1965 | 44.384        |
| 02.12.1975 | 53.593        |
| 04.12.1985 | 61.303        |